# 羅馬統治荷蘭時代

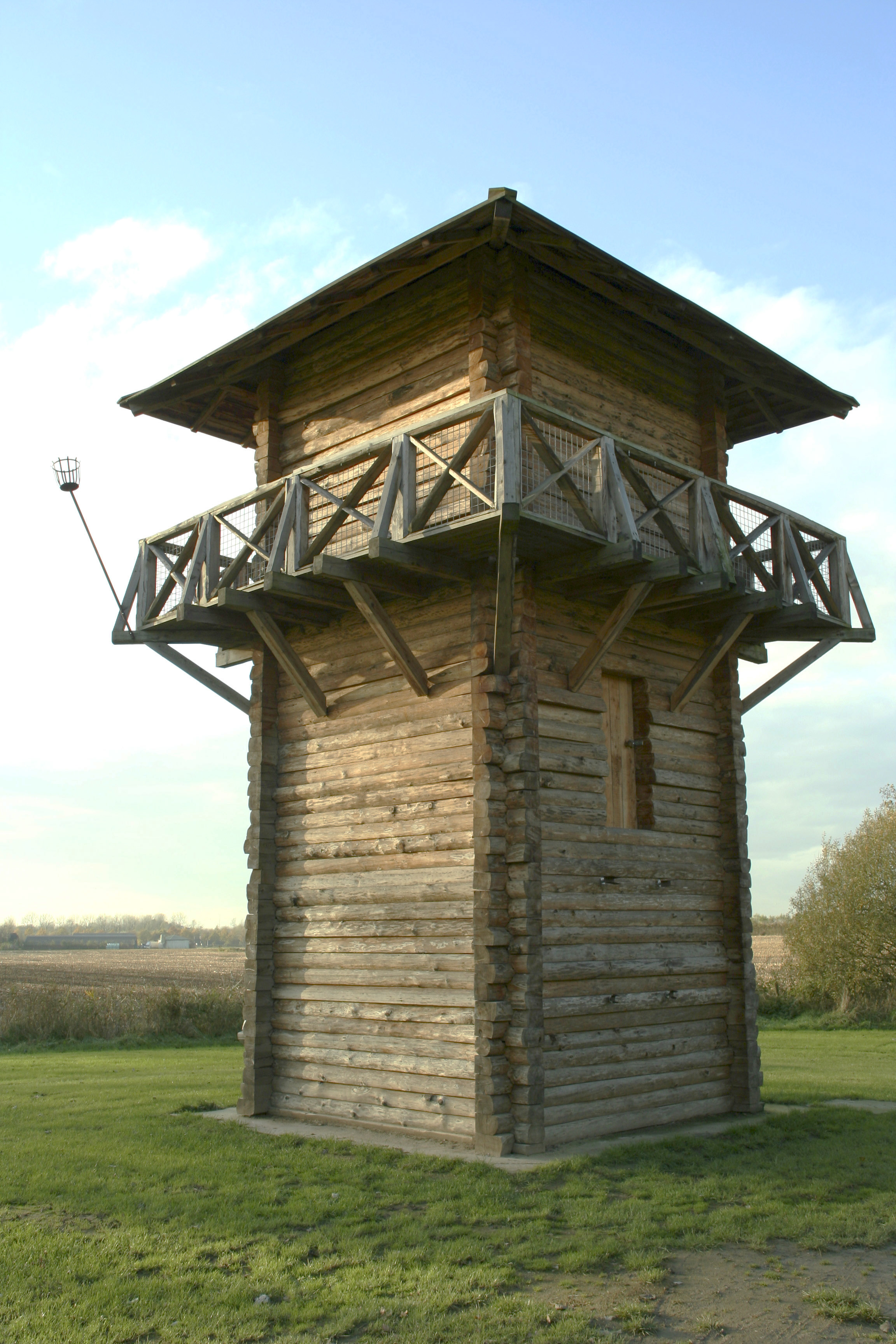
復刻的瞭望塔

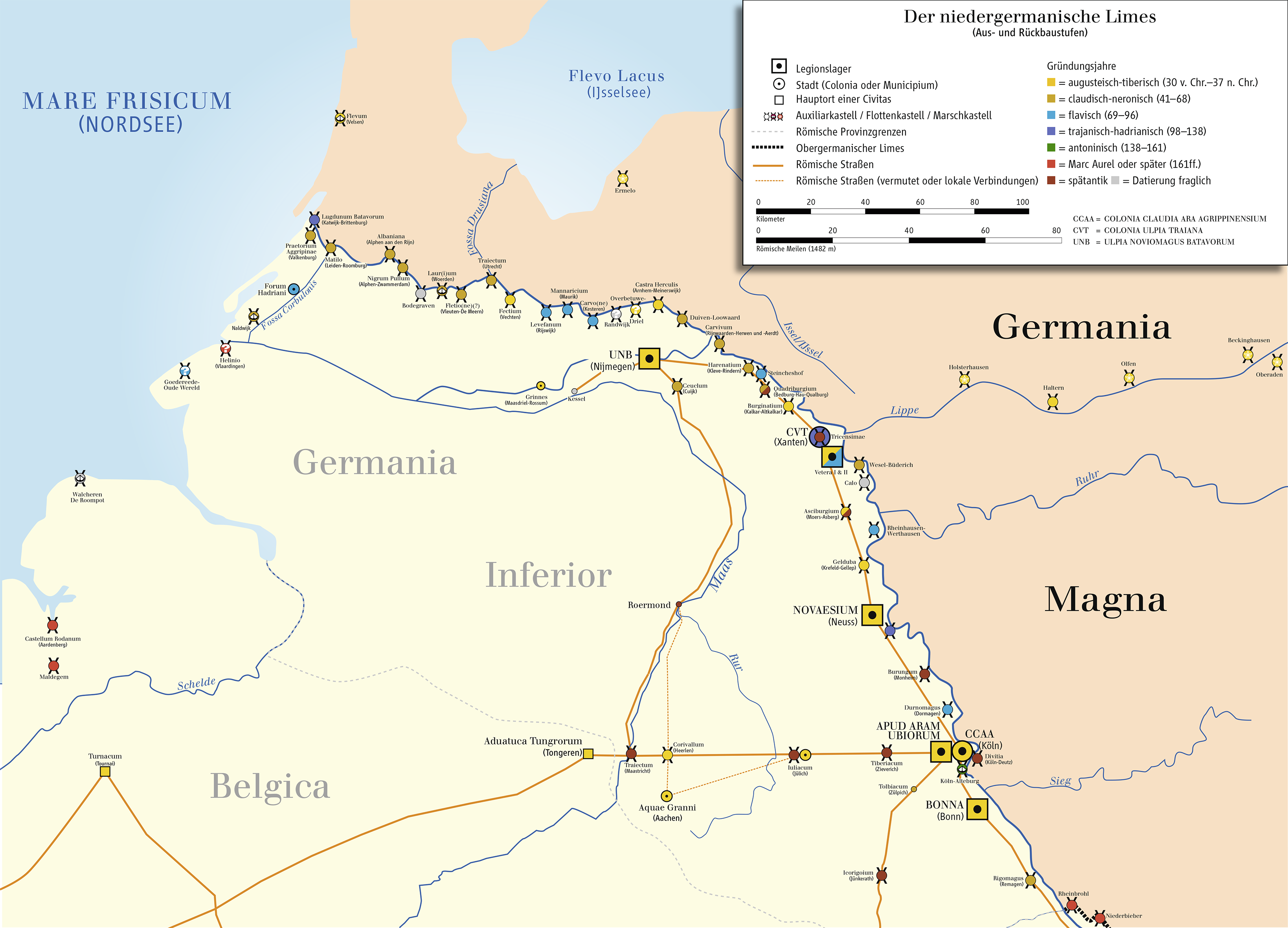
當時的情勢圖

荷蘭南部地區在古代被羅馬人所占領，從公元前55年被凱薩所征服，到公元410年成為墨洛溫王朝的一部分，一共歷經四百餘年，在羅馬幾年的統治之下，荷蘭從此往後的生活以及文化層面深受羅馬的影響。

## 早期歷史
在高盧戰爭期間約公元前57年到公元前53年，凱薩領軍從今日荷蘭的西南邊開始入侵，四百餘年的羅馬統治荷蘭時期於焉開始。
早在公元前15年荷蘭南部開始防禦日耳曼人的入侵，經過三年後這個地區成為羅馬的軍防重鎮，幾個重要的城鎮因而開始發展。
隨後荷蘭地區被拆分而歸屬兩個不同的行省，比較南方的被稱作比利時高盧，也是是今日的比利時和荷蘭南部，而北部則被劃歸為夏日耳曼尼亞，荷蘭地區的建省象徵了從此以後成為羅馬疆域的一部分。
這兩個行省以北的地區居住著其他民族，也就是佛蘭斯人以及其他民族，他們不服從羅馬人的統治，然而羅馬人卻也無法有效的征服這些民族，所以之後羅馬人開始與他們建立貿易關係，然而這些部落偶爾還是會和其他日耳曼人一起對抗羅馬人，最後在公元296年佛蘭斯人消失於歷史上，而一部分的人成為今日的佛蘭德人。

## 羅馬在荷對外關係

### 日耳曼人
在公元前38年瑪爾庫斯·維普撒尼烏斯·阿格里帕擊敗荷蘭南部的一支日耳曼部落，為羅馬北部的疆界達到極致。

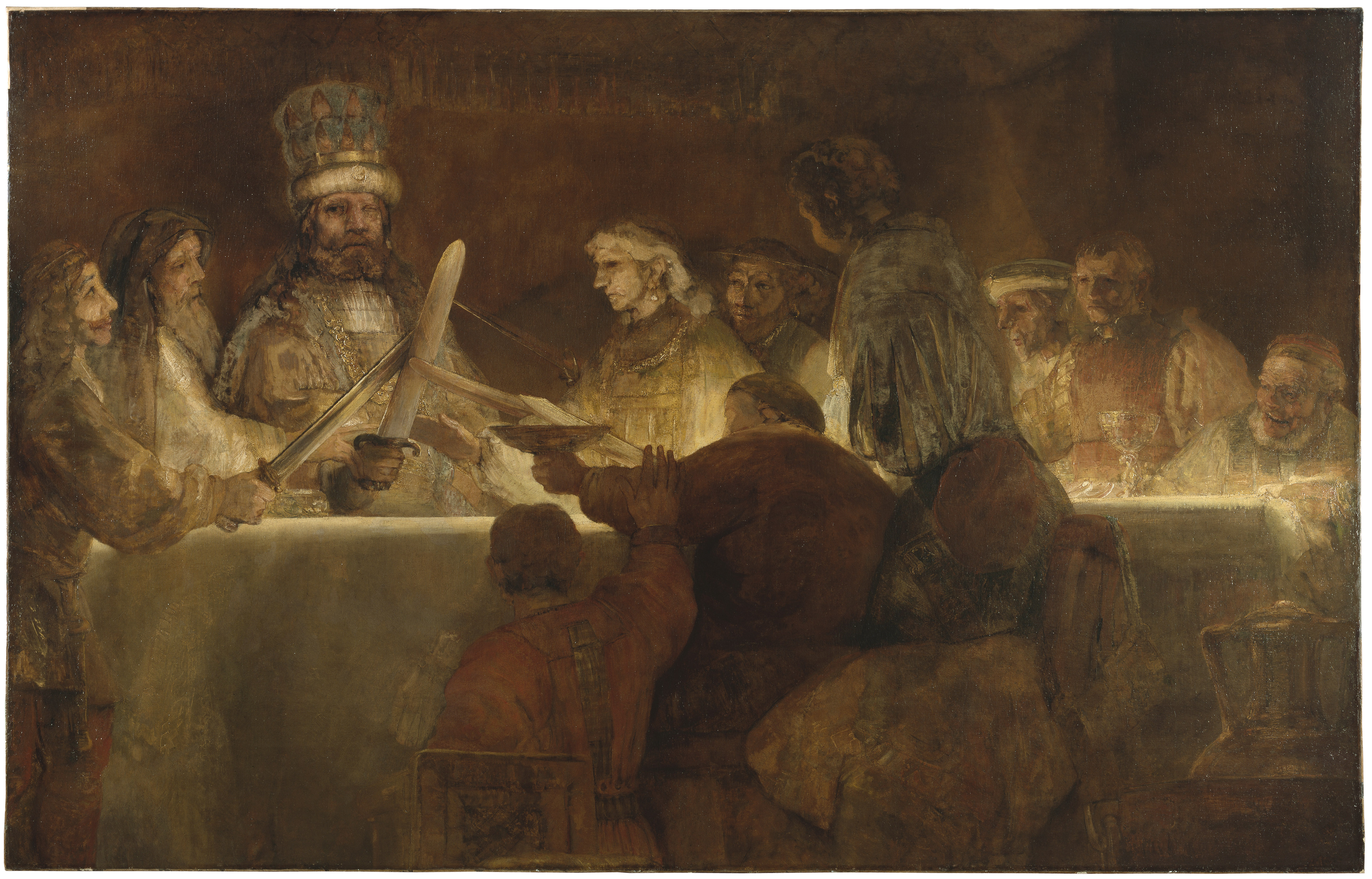
當時日耳曼人喊古羅馬人談判的情景

以致當地的原住民和羅馬人關係良好，而日耳曼文化又深受羅馬之影響，例如羅馬的神祇信仰取代當地的萬靈信仰，以及雙邊的貿易關係，尤其是這邊濱臨北海而有豐富的海鹽。
然而在公元69年雙方還是爆發一戰，戰爭結果是羅馬帝國的勝利，從中羅馬在這些日耳曼部落奪取相當的規模的奴隸。
在這些奴隸中不乏有人加入羅馬的軍團，他們增強羅馬陸軍的力量，公元七十年的四月維斯帕先大帝在穩定尼祿死後的亂局後，於此地平定巴塔維亞叛亂。

### 法蘭克人

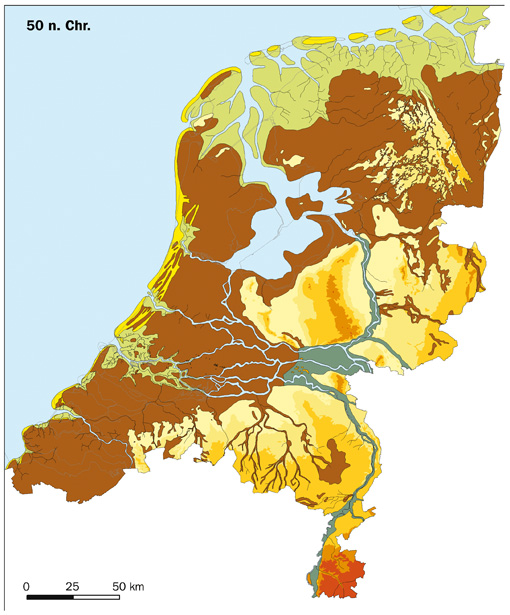
公元50年荷蘭的地貌圖

在公元三世紀法蘭克人開始出沒於羅馬治下的荷蘭，並且時常攻擊該地。
另一種轉變是無法逆轉的，在這個轉變的過程中，海洋顯得比其他正常狀況還要積極，三世紀的暴力之源被發現是從這片海洋而來，北方的濕地拓寬為夾在湖海之間的運河，佛芒斯人等民族堆高他們的沙堆（因為他們住在沖積平原的新生地上），然而他們卻常常徒勞無功，看來他們的國家快要杳無人煙了，佛芒斯人也從這些資源中無影無蹤（古代的佛芒斯人和現代的佛芒斯並不是同一個種族）...導致這裡的毀壞(這裡意指佛芒斯人的家園)之因淺顯易尋：因為這裡住著日耳曼人和法蘭克人。
以上是書籍在描寫雙方衝突的狀況。法蘭克人在三世紀的上半葉，主要是在對付小支的日耳曼部落，這些部落沿著萊茵河的支流－蘭河而居，而法蘭克人最早的發跡是在公元二世紀10年代。
法蘭克人的出現對羅馬而言，可以說是亦敵亦友，大約公元310年法蘭克人發跡於今日法蘭德斯的西部，以及荷蘭的西蘭部，也就是說他們控制了羅馬人對不列顛尼亞的交通要道。
在五世紀西羅馬帝國結束前，法蘭克人要身一變為該地區的霸主。

## 羅馬在荷蘭的定居點
羅馬人為了防禦日耳曼人所以在荷蘭建立一小型軍事城鎮成為防線：
- 奈梅亨
- 福爾堡

而最大的軍事要地在布萊登堡(今日的萊頓西部)，不過已經遭受焚毀數次，今日已經看見其遺存下來的原址。

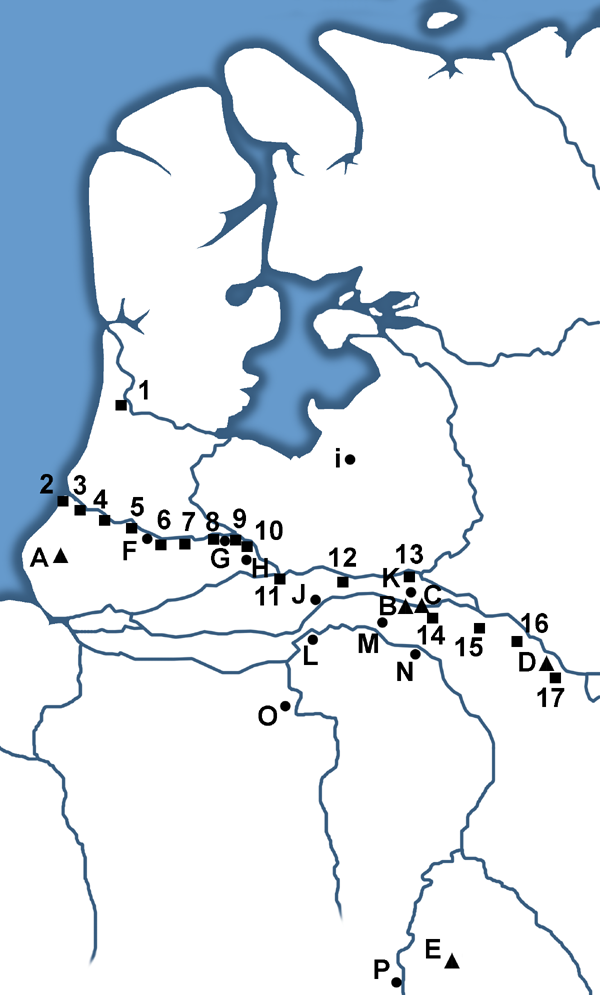
羅馬在荷蘭的疆界圖

## 內文註解
1. ↑  Much of this article is derived from the Dutch Wikipedia article called Romeinen in Nederland
2. 1 2  Jona Lendering, "Conquest and Defeat", "Germania Inferior", http://www.livius.org/ga-gh/germania/inferior.htm#Conquest （页面存档备份，存于）
3. ↑  Lucius Cassius Dio.Book LIV, Ch 32 p. 365 (http://books.google.com/books?id=wa5fAAAAMAAJ&pg=PA365 （页面存档备份，存于）)
4. ↑  .   [2011-08-03]. （原始内容存档于2016-05-04）.
5. ↑  Historiae by Tacitus, 1st century AD. Translation into Dutch by the Radboud Universiteit, Nijmegen 的存檔，存档日期2005-11-03.
6. ↑  Jona Lendering: Germania inferior (Livius.org)]
7. ↑  Previté-Orton. . : 151.
8. ↑  Previté-Orton. . : 51–52.

## 外部連結
- Germania inferior （页面存档备份，存于）
- Fectio Fort （页面存档备份，存于）